# Otiothops oblongus
Otiothops oblongus là một loài nhện trong họ Palpimanidae. Loài này được phát hiện ở Saint Vincent, Trinidad, Venezuela, Guyana en Brazilië.